# Alcalá de Moncayo
Alcalá de Moncayo – gmina w Hiszpanii, w prowincji Saragossa, w Aragonii, o powierzchni 13,76 km². W 2011 roku gmina liczyła 193 mieszkańców.